# Evelyn Pernkopf
Evelyn Pernkopf (* 6. Februar 1990 in Linz) ist eine ehemalige österreichische Skirennläuferin. Sie wurde im März 2010 Österreichische Staatsmeisterin im Riesenslalom.

## Biografie
Pernkopf absolvierte die Skihauptschule in Windischgarsten und besuchte anschließend das Skigymnasium in Stams. Sie nahm als Fünfjährige an ersten Skirennen teil und erzielte im Winter 2004/05 zwei Podestplätze bei den österreichischen Schülermeisterschaften. Sie bestritt im Dezember 2005 ihre ersten FIS-Rennen und fuhr im März 2006 zum ersten Mal bei einem FIS-Rennen unter die besten drei. Nachdem sie bereits bei den österreichischen Jugendmeisterschaften 2006 drei Podestplätze erreicht hatte, gewann sie im Jahr 2007 in ihrer Altersklasse alle fünf Wettbewerbe der österreichischen Jugendmeisterschaften. Im Februar 2007 startete sie beim European Youth Olympic Festival in Jaca, wo sie Siebente im Slalom wurde. Im März folgte die Teilnahme an den Juniorenweltmeisterschaften 2007 in Zauchensee, wo ihr bestes Resultat der achte Rang im Super-G war. Eine Woche später gelang ihr der erste Sieg in einem FIS-Rennen.
Seit der Saison 2007/08 startet Pernkopf im Europacup. Gleich in ihrem ersten Rennen, dem Riesenslalom von Levi am 24. November 2007, erreichte sie den fünften Platz, was bis Saisonende auch ihr bestes Ergebnis blieb. Nur ein weiteres Mal kam sie in diesem Winter unter die besten 30. Bei den Juniorenweltmeisterschaften 2008 in Formigal erzielte sie Platz 18 im Riesenslalom und Rang 21 im Slalom. In Abfahrt und Super-G kam sie nicht ins Ziel.
Im August 2008 erlitt Pernkopf beim Training in Zermatt einen Kreuzbandriss im rechten Knie, weshalb sie die gesamte Saison 2008/09 pausieren musste. Im nächsten Winter nahm sie wieder an Wettkämpfen teil und erreichte im Europacup drei Top-10-Resultate, darunter zwei vierte Plätze in den Riesenslaloms von Crans-Montana und Bischofswiesen/Götschen. Einen vierten Platz im Riesenslalom erzielte sie auch bei den Juniorenweltmeisterschaften 2010. Der bisher größte Erfolg gelang ihr am 16. März 2010, als sie in Innerkrems österreichische Staatsmeisterin im Riesenslalom wurde. Am Vortag hatte sie bereits Rang drei im Slalom belegt.
Am 20. Dezember 2010 stürzte Pernkopf beim Europacup-Riesenslalom in Limone Piemonte schwer und zog sich eine Knieluxation mit Riss des vorderen und hinteren Kreuzbandes, sowie eine Luxation der Patella und einen Riss des Innenmeniskus und des Seitenbandes zu. Nach einjähriger Rennpause nahm sie seit Dezember 2011 wieder an Wettkämpfen teil – hauptsächlich an FIS-Rennen und nur selten an Europacuprennen. Ende der Saison 2012/13 trat sie zurück.

## Erfolge

### Juniorenweltmeisterschaften
- Zauchensee 2007: 8. Super-G, 26. Abfahrt
- Formigal 2008: 18. Riesenslalom, 21. Slalom
- Mont Blanc 2010: 4. Riesenslalom, 8. Kombination, 18. Abfahrt, 26. Super-G, 35. Slalom

### Europacup
- 5 Platzierungen unter den besten fünf

### Österreichische Meisterschaften
- Österreichische Staatsmeisterin im Riesenslalom 2010
- Österreichische Jugendmeisterin (Jugend I) in Slalom, Riesenslalom, Super-G, Abfahrt und Kombination 2007

### Weitere Erfolge
- 3 Siege in FIS-Rennen